# Leeds (Alabama)
Leeds es una ciudad ubicada en los condados de Jefferson, St. Clair y Shelby en el estado estadounidense de Alabama. En el año 2000 tenía una población de 10 455 habitantes y una densidad poblacional de 179,3 personas por km².

## Geografía
Leeds se encuentra ubicada en las coordenadas 33°32′44″N 86°33′27″O / 33.54556, -86.55750. Según la Oficina del Censo, la localidad tiene un área total de 31,8 km² (12,3 mi²), de la cual 31,5 km² (12,2 mi²) es tierra y 0,3 km² (0 mi²) (0.90%) es agua.

## Demografía
Según la Oficina del Censo en 2000 los ingresos medios por hogar en la localidad eran de $37,420, y los ingresos medios por familia eran $46,127. Los hombres tenían unos ingresos medios de $32,090 frente a los $23,448 para las mujeres. La renta per cápita para la localidad era de $18,573. Alrededor del 13,2% de la población estaban por debajo del umbral de pobreza.